# Archivistique
L’archivistique est une science et discipline se rapportant aux principes et aux techniques relatives à la gestion des archives et de l'archivage. Elle est transdisciplinaire, relevant à la fois des sciences auxiliaires de l'histoire, des sciences de la gestion et des sciences de l'information et des bibliothèques. Selon les traditions, elle regroupe ou non le contrôle de la production de l'information (gestion documentaire ou records management).
Les praticiens et praticiennes de cette discipline sont généralement dénommés « archivistes », mais peuvent aussi être identifiés professionnellement comme gestionnaire de documents, technicien/technicienne en documentation et plusieurs autres titres selon la tradition archivistique du pays dans lequel ils et elles pratiquent.

## Principes fondamentaux
Les deux principes de base de l'archivistique contemporaine sont d’une part le principe de provenance (comprenant le principe du respect des fonds de l'archivistique française et le principe du respect de l'ordre original), d'autre part le contrôle du cycle de vie de l'information.

### Principe de provenance
Le respect des fonds impose de traiter les documents en fonction de leur provenance et non de leur sujet (ou pertinence), ce qui implique de les classer et de les décrire sans perdre de vue leur lien organique avec l'entité qui les a produits.
Entre le 16e et le 18e siècle, les archives étaient considérées avant tout comme l'«arsenal de l'autorité» et étaient conservées et utilisées presque exclusivement par les autorités politiques et administratives. Aux 17e et 18e siècles, en raison de l'augmentation du nombre de documents, diverses méthodes de classement ont été mises au point afin d'optimiser la recherche, principalement axées sur les classifications par thèmes et par sujets.
Le 19e siècle a vu l'émergence des États-nations, des archives nationales, de l'histoire moderne et des méthodes historiques qui mettent l'accent sur les récits fondés sur des preuves fiables. C'est à cette époque qu'il a été reconnu que le classement basé sur la pertinence, bien qu'il puisse profiter à certains types d'intérêts pratiques et même antiquaires, diminuait, voire détruisait, les interrelations et l'interdépendance inhérentes aux documents, diminuant ainsi leur valeur probante et nuisant à leur compréhension et à leur interprétation. Ces pratiques ont décontextualisé les documents. L'établissement du principe de provenance visait à corriger ces pratiques.
Le principe de provenance apparu au 19e siècle s'est imposé au cours du siècle comme le fondement de la théorie et de la pratique archivistiques dans l'Occident moderne. Ce principe comporte deux aspects principaux :
1. Le premier aspect est exprimé dans le respect des fonds : les documents créés, accumulés et utilisés par une personne ou un groupe au cours de sa vie et de son travail doivent être conservés ensemble et ne pas être mélangés avec des documents provenant d'autres sources. La règle du respect des fonds reconnaît que les documents qu'une personne ou un groupe accumule au cours de son existence reflètent et documentent cette existence, et qu'ensemble ils constituent un tout interdépendant, un ensemble cohérent de preuves. Ce principe vise à garantir l'intégrité de l'accumulation.
2. La deuxième facette, le respect de l'ordre original, reconnaît que le regroupement intellectuel et l'ordre imposé aux documents dans le contexte de l'accumulation et de l'utilisation sont essentiels à la compréhension des interrelations entre eux et constituent une preuve de la façon dont ils ont été utilisés.

L'application de chaque facette du principe implique à la fois la manière dont les documents sont conservés (gardés ensemble et ordre imposé et maintenu) et la description intellectuelle (description de l'ensemble et des parties). Bien que la gestion du stockage et la description intellectuelle soient souvent étroitement liées, les deux activités sont distinctes et la relation entre elles n'est pas essentielle.

Ce principe implique donc de respecter l'intégrité matérielle et intellectuelle de chaque fonds d'archives sans tenter de séparer les uns des autres les documents qui le composent et sans les répartir dans des catégories artificielles en fonction de leur sujet. Classement et instruments de recherche (répertoire, inventaire, bases de données, etc.) doivent permettre au chercheur de ne pas perdre de vue le lien organique entre les documents et les l'entité qui les ont produits.

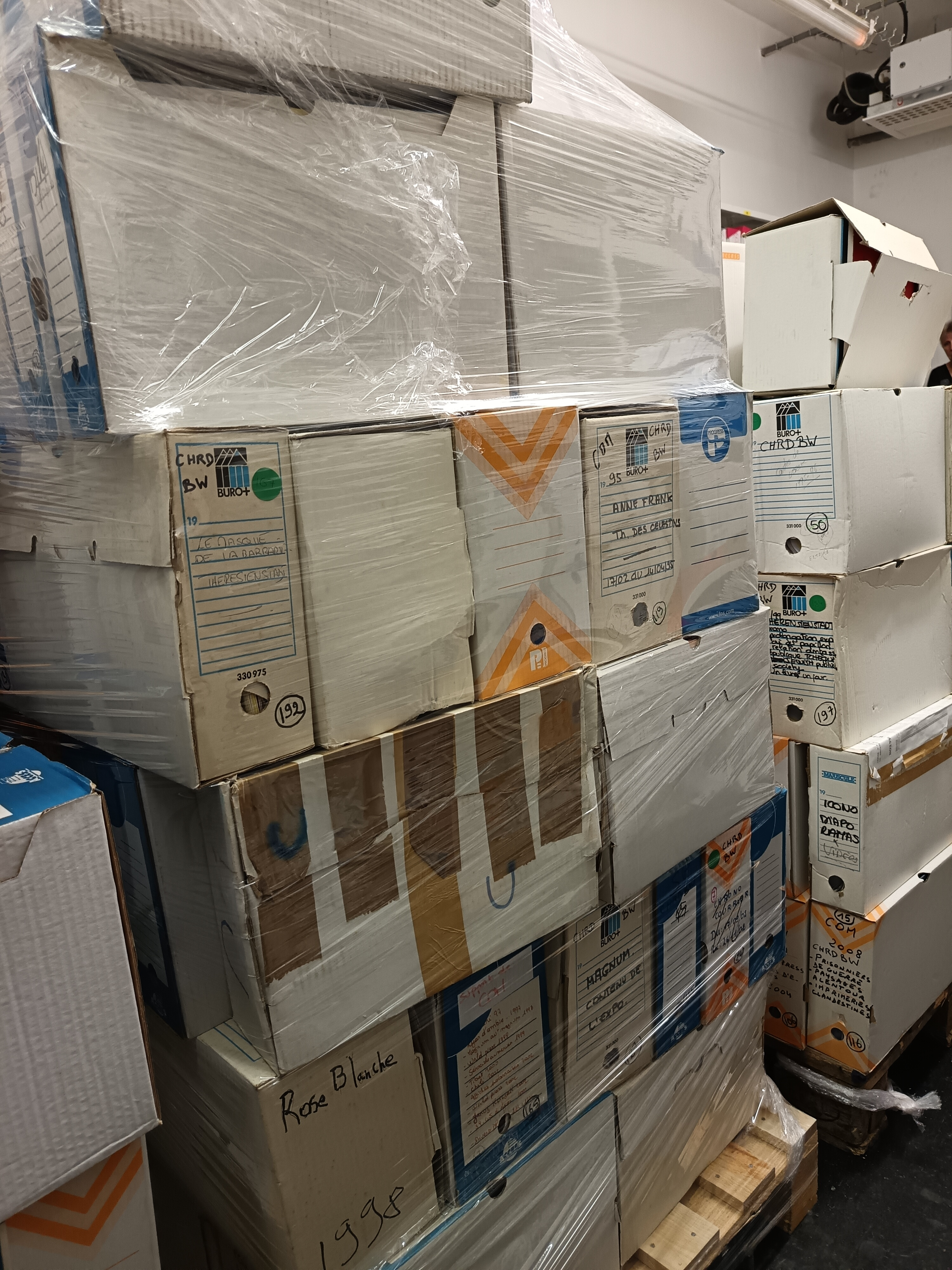
Arrivée d'archives non-traitées sur palette et entourées d'un film de protection pour le transport.
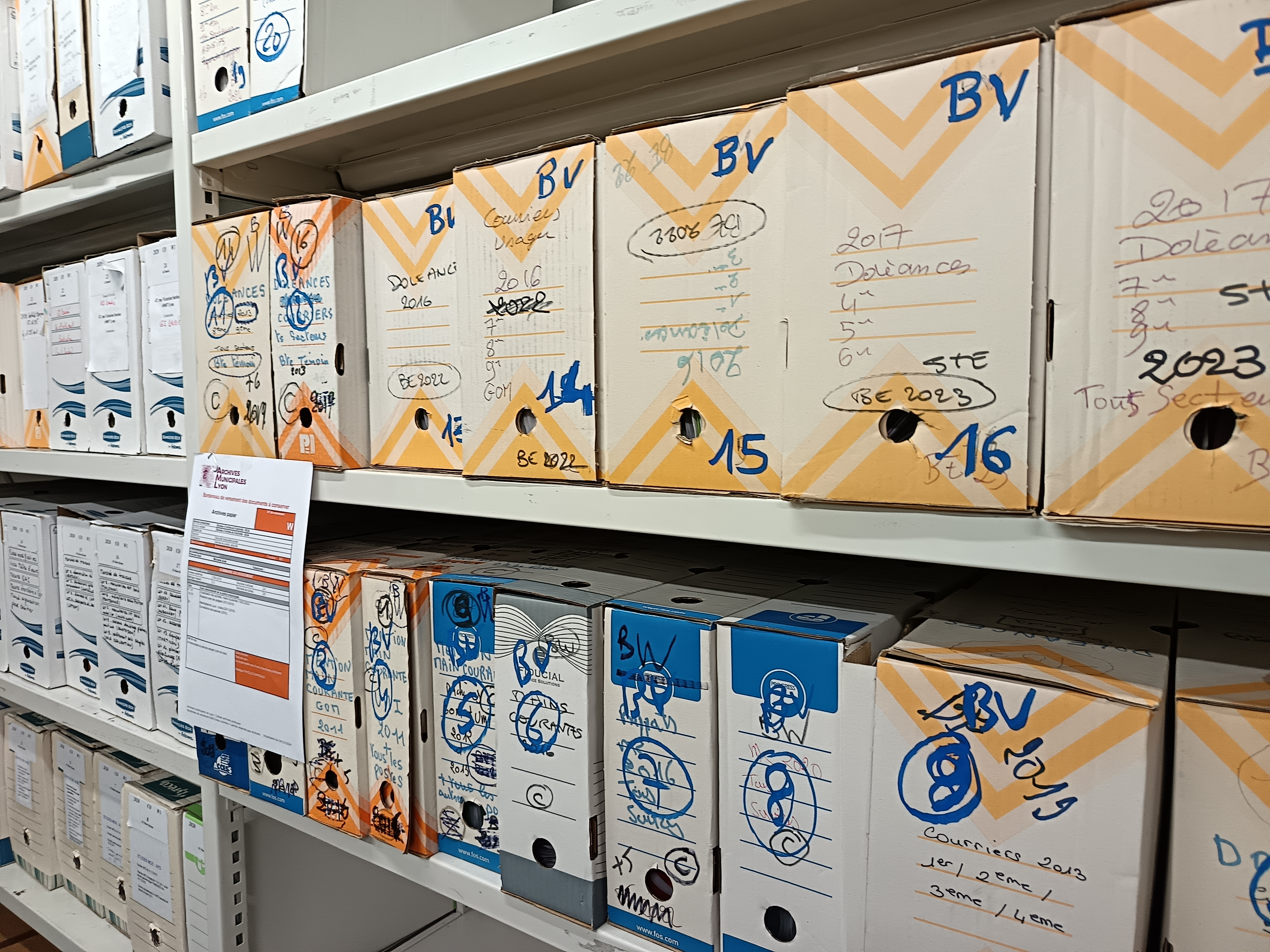
Entreposage d'archives non-traitées.
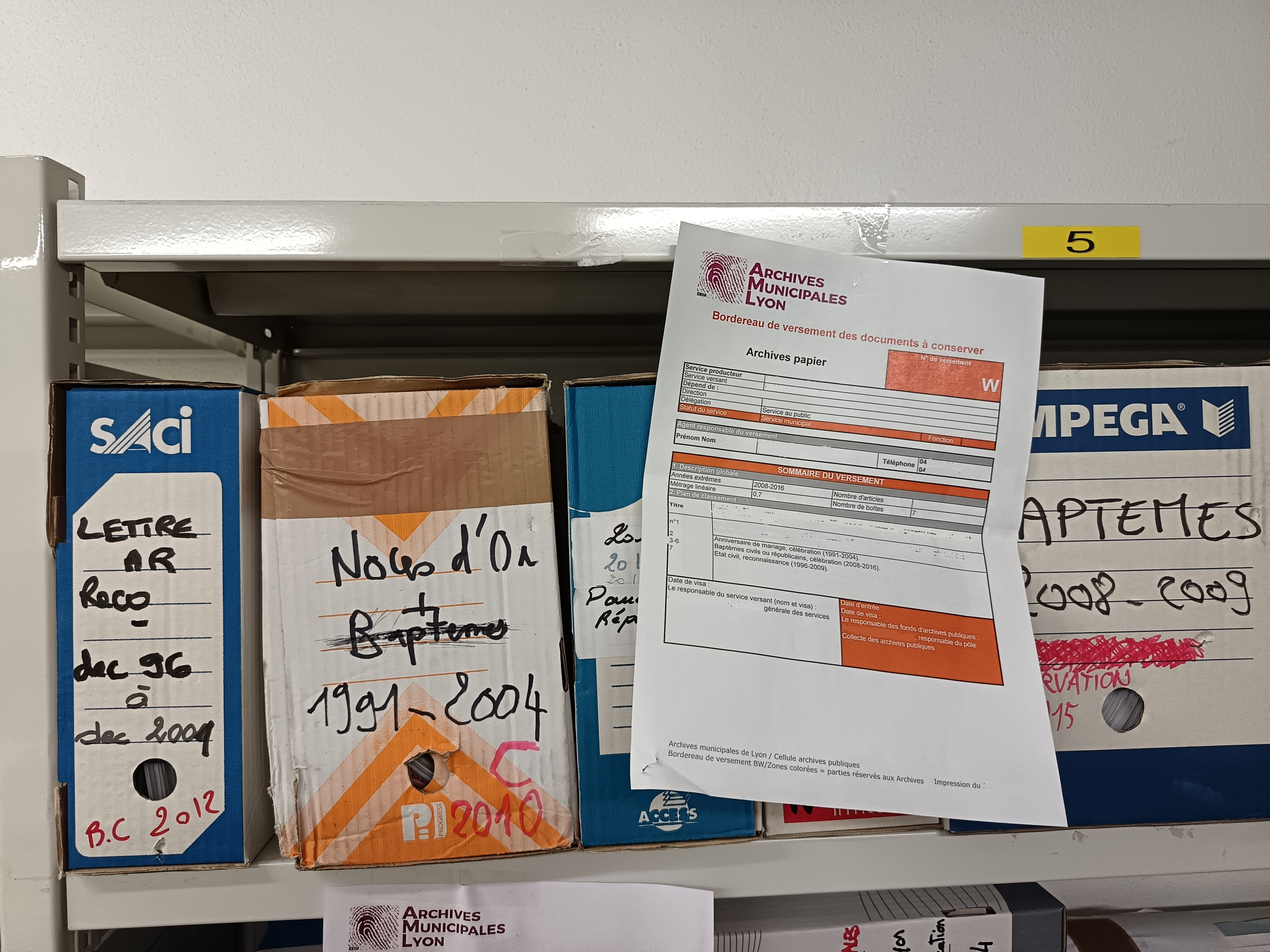
Archives non-traitées avec leur bordereau de versement indiquant leur provenance et leur contenu succinct.

### Cycle de vie des documents
Le cycle de vie de l'information (cycle de vie des documents) est un concept qui décrit les différentes étapes de la vie d'un dossier, depuis la production des documents (création ou réception) jusqu'à leur élimination ou leur conservation à long terme (archivage).
Le cycle de vie des documents de l'archivistique contemporaine francophone, basée sur la théorie d'Yves Pérotin développée dans les années 1960, distingue généralement deux phases principales d'utilisation de l'information (active et inactive) ou trois âges en fonction de la responsabilité et de la valeur des dossiers (archives courantes pour les dossiers actifs et archives intermédiaires pour les dossiers clôturés à valeur probante, archives définitives pour les dossiers à valeur historique ou patrimoniale). L’archivistique contemporaine anglophone repose quant à elle sur un life cycle linéaire propre au records management en Amérique du Nord, et au records continuum en Australie.
Cette dernière version du cycle de vie, élaborée dans les années 1990, est partie prenante d’un effort de reconceptualisation des méthodes de l’archivistique, incluant également les théories du post-custody, de la macro-évaluation et de la conservation décentralisée et démultipliée. Elles remettent ainsi en cause la pertinence de la manière de traiter le cycle de vie des documents selon la théorie des trois âges à l’ère numérique,.

## Fonctions archivistiques
Les pratiques d'archivage sont théorisées de façon légèrement différentes selon les diverses traditions archivistiques. Il existe ainsi plusieurs écoles de pensées généralement reconnues selon leur pays d’origine, comme l’archivistique traditionnelle française ou européenne, le records management américain, l’archivistique intégrée québécoise et l’archivistique spontanée retrouvée dans plusieurs pays dont ceux de l’Amérique latine. Différentes traditions impliquent différentes étapes et pratiques :
La tradition française parle des 4 C, à savoir :
- Collecte
- Classement
- Conservation
- Communication

La tradition québécoise distingue les fonctions archivistiques suivantes (Couture et Rousseau, 1982, p. 281) :
- Création
- Évaluation
- Accroissement (acquisition)
- Classement
- Conservation (préservation)
- Description et indexation : La description des fonds d'archives, des notices d'autorité et des fonctions exercées par les organismes producteurs d'archives a été normalisée dans les années 1990 par le Conseil international des archives avec les normes ISAD(G), ISAAR(CPF) et ICA-ISDF.
- Diffusion

Le Modèle de référence pour un Système ouvert d'archivage d'information (ou modèle OAIS) (ISO 14721:2003) considère dans son modèle fonctionnel les éléments (ou fonctions) suivants :
- Pré-ingest : Préparation des dossiers à archiver (gestion des documents, évaluation).
- Entrée (ingest) : Collecte et acceptation des dossiers à archiver (versement).
- Gestion des données (data management) : Description des dossiers afin de pouvoir identifier leur contenu d'information (classification, indexation, inventaire).
- Stockage (archival storage) : Préservation des dossiers, c'est-à-dire la conservation de l'information à long terme.
- Accès (access) : Diffusion des informations auprès des utilisateurs qui en font la demande et qui en ont les droits, valorisation des informations contenues dans le système.
- Gestion du système (administration) et veille (planification de la préservation).

Largement utilisé pour l'archivage des dossiers sur support électronique (archivage électronique), ce modèle fonctionnel est également valable pour des archives sur supports analogiques (papier, microfilms, etc.).

### Sauvegarde des archives

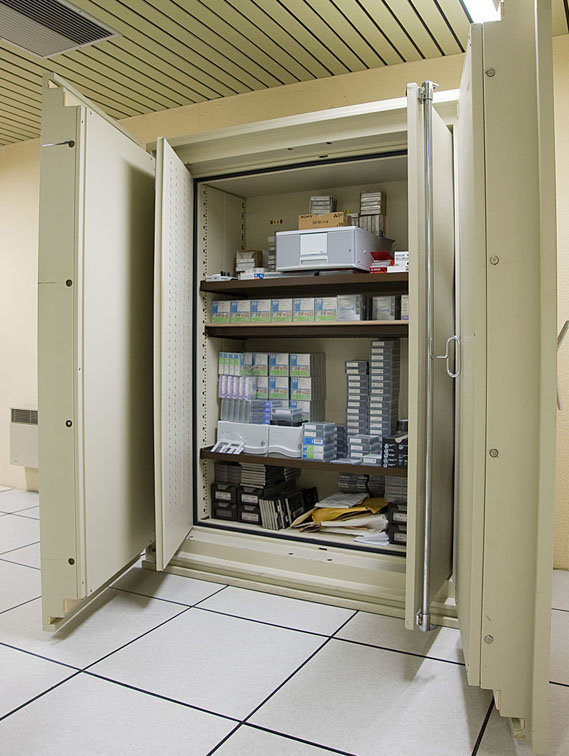
Armoire des archives électroniques du site de Fontainebleau (Archives nationales de France).

Au cours du temps, et en ce moment même, de nombreux documents disparaissent à tout jamais, privant ainsi les générations futures d'une part importante de leur patrimoine. Que cela soit par processus naturel, papier acidifié qui tombe en poussière, cuir, parchemins, films et bandes magnétiques attaqués par la lumière, la chaleur, l'humidité ou la poussière, ou par causes naturelles, telles qu'inondations, incendies, ouragans, tempêtes, séismes, sans oublier les destructions volontaires causés par l'homme, incendies criminels, destruction de documents, en cas de guerre ou de purification ethnique. Les documents privés, que nous possédons tous dans nos armoires, n'échappent pas non plus à la règle. De simples photos de famille, mais qui ont toute leur importance pour leurs détenteurs peuvent en subir les frais. À ce propos, il est conseillé d'en garder une double copie, stockée dans un lieu différent.
De meilleurs locaux de stockage, répondant aux normes pour une bonne conservation, la numérisation de documents, sont parmi d’autres mesures un frein à cette perte.
L'UNESCO a dressé une liste de bibliothèques et d’archives, qui ont été détruites au cours du XXe siècle. Elle ne tient pas compte des documents postérieurs à 1996, date de sa rédaction.

## Histoire de la discipline
Pour plusieurs spécialistes de l'archivistique, l'origine de cette tradition savante est concomitante avec l’élaboration de l’écriture, alors que pour d’autres, celle-ci remonterait à l’ère précédant les peintures rupestres, autour de 8300 ans av. J.-C. Cependant, bien que les archives, tant comme documents que comme institution, apparaissent aux premiers siècles de l'histoire, la réflexion sur leur organisation et leur gestion est beaucoup plus récente. La création, par divers souverains européens, aux XIVe et XVe siècles, des premières institutions chargées de regrouper les documents nécessaires à la défense des droits de l'État ne semble pas en effet avoir suscité des textes normatifs ou théoriques sur le rôle des archivistes ou sur la nature des archives.

### XVIesiècle
Nous pouvons toutefois mentionner les manuels archivistiques les plus anciens qui sont historiquement connus. Imprimés en 1571, ces documents ont probablement été composés au cours de la première moitié du XVIe siècle. Leur auteur, l’aristocrate allemand Jacob von Rammingen, peut être considéré comme le « père » (prédécesseur) de ce sujet académique. Il a fondé une tradition archivistique qui en Allemagne a persisté pendant au moins deux siècles. La théorie archivistique a été formulée pour la première fois par lui.

### XVIIesiècle
Une réflexion plus systématique sur les documents d'archives prend la forme, au XVIIe siècle, d'une recherche des moyens de distinguer les documents authentiques de ceux qui ont été falsifiés ou fabriqués après coup : c'est la diplomatique, dont une des bases est la comparaison systématique des actes d'un même souverain ou d'une même autorité ou datant de la même époque aux fins de repérer constantes et différences. Ce travail n'est toutefois possible qu'à condition que les archives soient non seulement conservées, mais classées et rendues accessibles par des instruments de recherche qui en décrivent le contenu. C'est dans cette perspective que sont menés, au XVIIIe siècle, les premiers travaux qu'on peut considérer comme relevant de l'archivistique : ils consistent à dégager les principes directeurs du classement des archives et de l'établissement des instruments de recherche.
Le De re diplomatica publié en 1681 par Jean Mabillon, bénédictin de la congrégation de Saint-Maur, est livre fondateur de la diplomatique.

### XVIIIesiècle
- Jacques Wencker, né le 8 juillet 1668 à Strasbourg, actif comme archiviste en cette ville en 1713, auteur d'un Apparatus et instructus archivorum ex usu nostri temporis.
- La Diplomatique pratique de Pierre Camille Le Moine publié en 1765 aura importante répercussion sur les pratiques des archivistes.
- Jean-Guillaume de Chevrière, Le Nouvel archiviste, 1775. Voir en ligne.

La Révolution française s'est fait un principe de l'accessibilité à tous les citoyens français des archives des pouvoirs publics. En conséquence, un imposant réseau de services d'archives fut engendré, qu'il fallut doter de règles. C'est à Natalis de Wailly qu'on doit, dans une circulaire envoyée en 1841 par le ministre de l'Intérieur aux Archives départementales, la première conceptualisation du principe du « respect des fonds ». Dans la pratique, ce principe existait déjà ici et là, et pas seulement en France.
Ce principe du respect des fonds, qui impose de traiter les documents en fonction de leur provenance et non de leur sujet, est un des concepts de base de la discipline archivistique. La constitution des fonds d'archives, d'autre part, et leur utilisation pour prouver des droits et concourir à l'administration, puis comme source de l'histoire est, à partir du XIXe siècle, le grand sujet de réflexion et d'inquiétude des archivistes.
La constitution des fonds ne va pas de soi et il s'en faut de beaucoup que les documents passent de façon régulière et efficace des bureaux administratifs où ils sont produits aux institutions d'archives où ils doivent être conservés. Le rôle de l'archiviste dans le processus de création des documents et sa place par rapport aux personnes et organismes produisant ou détenant des archives deviennent donc des thèmes majeurs de l'archivistique.
Une question connexe est celle de l'usage des documents archivés. Produits et conservés à l'origine comme preuves, donc pour répondre aux besoins de ceux qui les détiennent, notamment en matières financière et juridique, ils peuvent aussi servir à mieux connaître le passé et à écrire l'histoire. Or ces deux usages ne sont pas forcément successifs, mais peuvent être concomitants, à la fois parce que les documents peuvent garder très longtemps leur fonction de preuves (c'est le cas des titres de propriétés et des accords et traités internationaux, par exemple) et parce que la recherche historique peut porter sur des périodes et des événements récents.

### XXesiècle
À partir de ces nouveaux développements, les archivistes doivent trouver les moyens de concilier le souci des autorités de voir protéger certains secrets avec la volonté du public que les archives soient bien conservées et aisément consultables. Toute la réflexion en matière archivistique depuis la Première Guerre mondiale est ainsi consacrée à l'élaboration de solutions à ces problèmes. Les principales sont :
- la « théorie des trois âges » (autre concept de base de l'archivistique), qui analyse le cycle de vie du document en trois phases ;
- l'élaboration progressive dans chaque pays de lois et de règlements obligeant les administrations à tenir compte, lors de la production des documents, de la vocation de certains d'entre eux à devenir des archives (procédures de Registratur dans les pays de culture allemande et de Records Management dans le monde anglo-saxon) et soumettant les destructions à l'accord des archivistes ;
- la définition de la place des institutions d'archives dans l'administration et dans la société, qui est très variable selon les pays ;
- la définition des fonctions de l'archiviste, qui ne sont plus seulement de conserver, mais aussi de collecter, de communiquer, et de valoriser.

C’est également à cette époque que des standards archivistiques nationaux et internationaux sont élaborés. Ainsi, s’il n’existe pas de lois ou règlements universels en archivistique, ceci étant propre à chaque pays, certains standards prédominent, édictés par des organisations non-gouvernementales (ONG) comme l’Organisation internationale de normalisation (ISO) ou le Conseil international des archives (ICA). Un exemple national de cette législation, au Canada, sont les Règles pour la description des documents d’archives (RDDA) de 1990, révisé en 2008, élaborées par le Bureau canadien des archivistes, regroupant l’Association des archivistes du Québec (AAQ) et l’Association of Canadian archivists (ACA).

## Enjeux contemporains
La deuxième moitié du XXe siècle a remanié de manière importante l’archivistique, particulièrement en Amérique du Nord, lui donnant des cadres définis et des professionnels pour sa pratique. La législation, les normes et la standardisation de la discipline se sont hautement délimitées et complexifiées à l’échelle internationale. Cette évolution fut également poussée par plusieurs variables. Ainsi :
« l’arrivée du records management, l’arrivée des documents numériques et la gouvernance de l’information ont fait évoluer la définition des archives, le rôle des archivistes et la pratique archivistique, sans doute plus que tous les changements intervenus dans les trois derniers millénaires. »

### L'ère numérique
L’arrivée de l’informatique documentaire et de la culture numérique a bouleversé les cadres conceptuels et pratiques de l’archivistique, formulant des enjeux autant conceptuels qu’éthiques.
Des initiatives de remaniement des principes de l’archivistique incluent entre autres la législation entourant la gestion intégrée des documents (GID), telle que définie au Québec. Pouvant être dénommée différemment, comme « gestion hybride des documents » en Belgique par exemple, elle est un cadre de pratique récemment élaboré et disséminé à travers le monde, qui tente de répondre aux défis de l’ère numérique, en standardisant la gestion et la conservation des documents hybrides, soit analogiques et numériques, qui sont maintenant inévitables dans le domaine de la gestion documentaire.

## Publications professionnelles
Revues spécialisées :
- Archivum (ancien nom de la revue archivistique du CIA) ;
- Janus (ancien nom de la revue professionnelle et scientifique du CIA) ;
- Comma (revue archivistique) ; revue professionnelle et scientifique éditée par le CIA (deux fois par an, version papier, disponible gratuitement pour les membres)[8].
- arbido (revue de l'AAS et de la BIS)
- Archives (revue de l'AAQ)
- Archivaria (revue canadienne)
- La Gazette des archives (revue de l'AAF)
- American Archivist (revue de la SAA)

## Manuels d'archivistique
XVIe siècle
- Jacob von Rammingen, Von der Registratur, 1571.
  - (en) The earliest predecessors of archival science : Jacob von Rammingen's two manuals of registry and archival management, printed in 1571, translated by JBLD Strömberg, Lund Wallin & Dalholm, Lundaboken, 2010. Présentation du livre.

XVIIe siècle
- (it) Baldassare Bonifacio, De Archivis, 1632.

XVIIIe siècle
- Jacques Wencker, Apparatus et instructus archivorum ex usu nostri temporis, XVIIIe siècle.
- Pierre Camille Le Moine, Diplomatique pratique ou Traité de l'arrangement des archives, A Metz, chez Joseph Antoine, 1765. Lire sur Internet Archive.
  - Joseph Battheney, L'archiviste françois ou Méthode sure pour apprendre à arranger les archives et déchiffrer les anciennes écritures, fut d'abord édité à la suite de l'ouvrage de Le Moine, puis connut une seconde édition, à Paris, Le Clerc, 1775, 52 p., in-4°[9].

XIXe siècle
- Gabriel Richou, Traité théorique et pratique des archives publiques, Paris, Dupont, 1883.
- Samuel Muller, Johan Feith & Robert Fruin, Handleiding voor het ordenen en beschrijven van archieven, Groningue, Van der Kamp, 1898.

XXe siècle
- Hilary Jenkinson, A Manual of Archive Administration, Oxford, Clarendon Press, 1922.
- Eugenio Casanova, Archivistica, Sienne, Lazzeri, 1928.
- Theodore R. Schellenberg, Modern Archives. Principles and Techniques, Chicago, University of Chicago Press, 1956
- Yves Pérotin, « L'administration et les trois âges des archives », Seine et Paris, 1961.
- Association des archivistes français, Manuel d'archivistique. Théorie et pratique des archives publiques en France, Paris, Sevpen, 1970.
- Carol Couture, Jean-Yves Rousseau, Les archives au XXe siècle : une réponse aux besoins de l'administration et de la recherche, Université de Montréal, Montréal, 1982, vi-491 p.
- Elio Lodolini, Archivistica : principi e problemi, 1984.
- Antonia Heredia Herrera. Archivística general. Teoría y práctica. Servicio de publicaciones de la diputación de Sevilla, Sevilla, 1986.
- Keeping Archives, 1987.
- Direction des archives de France, La Pratique archivistique française, Paris, 1993 (nouvelle édition 2008).
- Carol Couture et al., Les fonctions de l’archivistique contemporaine. Presses de l’Université du Québec, coll. « Gestion de l’information », Sainte-Foix, 1999, xxii-559 p.
- Marie-Anne Chabin, Le Management de l'archive, Paris, Hermès, 2000, 246 p. (ISBN 978-2-7462-0107-1, BNF 37110366).

XXIe siècle
- Association des archivistes français, Abrégé d'archivistique, Paris, nouvelle édition 2020, 348 p. (ISBN 978-2-900175-09-5).
- (fr + de + it) Gilbert Coutaz, Rodolfo Huber, Andreas Kellerhals, Albert Pfiffner et Barbara Roth-Lochner, Archivpraxis in der Schweiz/Pratiques archivistiques en Suisse, Baden, hier+jetzt, Verlag für Kultur und Geschichte, 2007 (ISBN 978-3-03919-045-4).